# Messier 74
Messier 74 (M74, också katalogiserad som NGC 628) är en frontalvänd spiralgalax i stjärnbilden Fiskarna.
Galaxen har två tydliga spiralarmar och används som ett skolexempel på spiralgalaxers struktur. M74 tillhör de Messierobjekt som är svårast att observera för amatörastronomer, på grund av galaxens låga ljusstyrka. För professionella astronomer är den däremot ett idealiskt observationsobjekt främst tack vare att galaxen är frontalvänd så att man har en perfekt vy över den.
Tre supernovor har identifierats i M74: SN 2002ap, SN 2003gd och SN 2013ej.

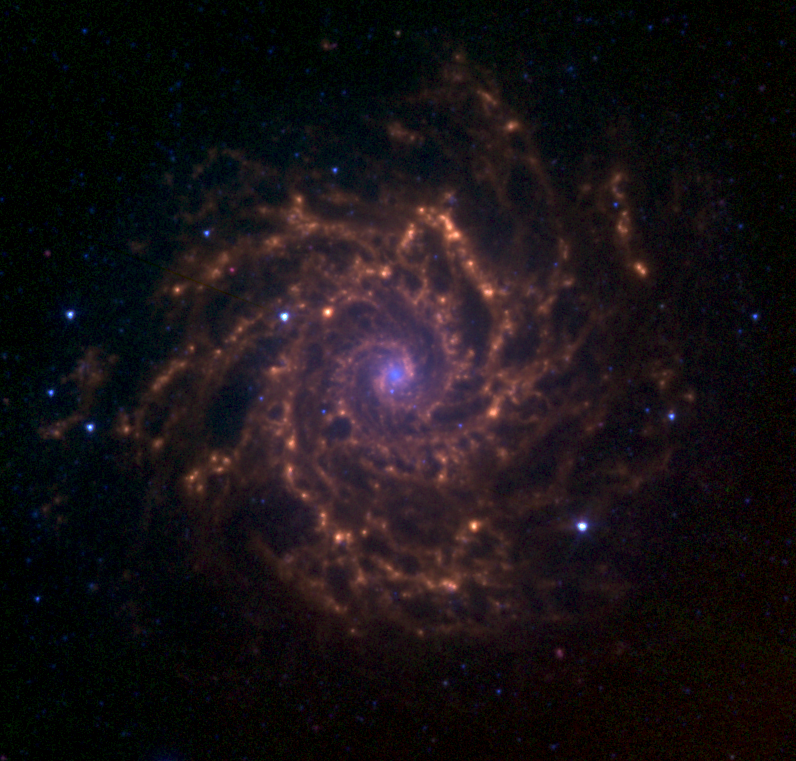
M74, fotograferad av Spitzerteleskopet.

## Misstänkt svart hål
Den 22 mars 2005 meddelades att Chandra-teleskopet upptäckt en ultraluminös röntgenkälla i M74, som utstrålade mer röntgenenergi än en neutronstjärna i periodiska intervall på omkring två timmar. Källan beräknades ha en massa på omkring 10 000 solmassor. Detta tyder på ett mellanstort svart hål.